# Ternivka
Pour les articles homonymes, voir Ternivka (homonymie).
Ternivka (en ukrainien : Тернівка) ou Ternovka (en russe : Терновка) est une ville minière de l'oblast de Dnipropetrovsk, en Ukraine. Sa population s'élève à 26 961 habitants en 2022.

## Géographie
Ternivka se trouve sur la rivière Samara, à 13 km à l'est de Pavlohrad et à 81 km à l'est de Dnipro.

## Histoire

Ternivka : mine « Samarska.

Ternivka est fondée comme sloboda en 1775 sur ordre du gouverneur d'Azov.
Après la Seconde Guerre mondiale commence l'estimation des réserves de charbon du Donbass occidental et des gisements de charbon sont découverts dans les environs de Ternovki. En 1959, la première tonne de charbon est extraite de la mine d'exploration « Ternivska ». En 1964, commence l'exploitation de la mine géante « Ouest-Donbass » (Західно-Донбаська). La même année Ternivka obtient le statut de commune urbaine.
En 1976, elle reçoit le statut de ville.

## Population
La majorité de la population de Ternivka est de nationalité russe : 52,9 % au recensement de 2001.
Recensements (*) ou estimations de la population :
| 1970*  | 1979*  | 1989*  | 2001*  |
| ------ | ------ | ------ | ------ |
| 15 049 | 22 295 | 33 528 | 29 226 |

| 2010   | 2011   | 2012   | 2013   |
| ------ | ------ | ------ | ------ |
| 28 965 | 28 943 | 29 000 | 28 937 |

| 2022   | - | - | - |
| ------ | - | - | - |
| 26 961 | - | - | - |

## Économie
L'économie locale repose sur l'exploitation du charbon, qui a lieu dans les mines des environs de Ternivka :

• « Ternivska » (Тернівська)

• « Zakhidno-Donbasska » (Західно-Донбаська)

• « Dniprovska » (Дніпровська)

• « Samarska » (Самарська)

## Transports
Ternivka se trouve à 80 km de Dnipro par le chemin de fer et à 100 km par la route.